# Medaliści igrzysk olimpijskich w kajakarstwie
Medaliści igrzysk olimpijskich w kajakarstwie – lista zawodników, którzy przynajmniej raz w karierze zdobyli medal letnich igrzysk olimpijskich w kajakarstwie mężczyzn.

## Konkurencje obecnie rozgrywane

### Kajakarstwo górskie

#### C-1
| Rok i miejsce        | Złoto                | Srebro           | Brąz               |
| -------------------- | -------------------- | ---------------- | ------------------ |
| 1972, Monachium      | Reinhard Eiben       | Reinhold Kauder  | Jamie McEwan       |
| 1992, Barcelona      | Lukáš Pollert        | Gareth Marriott  | Jacky Avril        |
| 1996, Atlanta        | Michal Martikán      | Lukáš Pollert    | Patrice Estanguet  |
| 2000, Sydney         | Tony Estanguet       | Michal Martikán  | Juraj Minčík       |
| 2004, Ateny          | Tony Estanguet       | Michal Martikán  | Stefan Pfannmöller |
| 2008, Pekin          | Michal Martikán      | David Florence   | Robin Bell         |
| 2012, Londyn         | Tony Estanguet       | Sideris Tasiadis | Michal Martikán    |
| 2016, Rio de Janeiro | Denis Gargaud Chanut | Matej Beňuš      | Takuya Haneda      |
| 2020, Tokio          | Benjamin Savšek      | Lukáš Rohan      | Sideris Tasiadis   |

#### K-1
| Rok i miejsce        | Złoto              | Srebro            | Brąz               |
| -------------------- | ------------------ | ----------------- | ------------------ |
| 1972, Monachium      | Siegbert Horn      | Norbert Sattler   | Harald Gimpel      |
| 1992, Barcelona      | Pierpaolo Ferrazzi | Sylvain Curinier  | Jochen Lettmann    |
| 1996, Atlanta        | Oliver Fix         | Andraž Vehovar    | Thomas Becker      |
| 2000, Sydney         | Thomas Schmidt     | Paul Ratcliffe    | Pierpaolo Ferrazzi |
| 2004, Ateny          | Benoît Peschier    | Campbell Walsh    | Fabien Lefèvre     |
| 2008, Pekin          | Alexander Grimm    | Fabien Lefèvre    | Benjamin Boukpeti  |
| 2012, Londyn         | Daniele Molmenti   | Vavřinec Hradilek | Hannes Aigner      |
| 2016, Rio de Janeiro | Joseph Clarke      | Peter Kauzer      | Jiří Prskavec      |
| 2020, Tokio          | Jiří Prskavec      | Jakub Grigar      | Hannes Aigner      |

### Kajakarstwo klasyczne

#### C-1 1000 metrów
| Rok i miejsce        | Złoto             | Srebro               | Brąz                   |
| -------------------- | ----------------- | -------------------- | ---------------------- |
| 1936, Berlin         | Frank Amyot       | Bohuslav Karlík      | Erich Koschik          |
| 1948, Londyn         | Josef Holeček     | Douglas Bennett      | Robert Boutigny        |
| 1952, Helsinki       | Josef Holeček     | János Parti          | Olavi Ojanperä         |
| 1956, Melbourne      | Leon Rotman       | István Hernek        | Giennadij Bucharin     |
| 1960, Rzym           | János Parti       | Aleksandr Siłajew    | Leon Rotman            |
| 1964, Tokio          | Jürgen Eschert    | Andrei Igorov        | Jewgienij Penjajew     |
| 1968, Meksyk         | Tibor Tatai       | Detlef Lewe          | Witalij Gałkow         |
| 1972, Monachium      | Ivan Patzaichin   | Tamás Wichmann       | Detlef Lewe            |
| 1976, Montreal       | Matija Ljubek     | Wasyl Jurczenko      | Tamás Wichmann         |
| 1980, Moskwa         | Lubomir Lubenow   | Siergiej Postriechin | Eckhard Leue           |
| 1984, Los Angeles    | Ulrich Eicke      | Larry Cain           | Henning Lynge Jakobsen |
| 1988, Seul           | Ivans Klementjevs | Jörg Schmidt         | Nikołaj Buchałow       |
| 1992, Barcelona      | Nikołaj Buchałow  | Ivans Klementjevs    | György Zala            |
| 1996, Atlanta        | Martin Doktor     | Ivans Klementjevs    | György Zala            |
| 2000, Sydney         | Andreas Dittmer   | Ledis Balceiro       | Stephen Giles          |
| 2004, Ateny          | David Cal         | Andreas Dittmer      | Attila Vajda           |
| 2008, Pekin          | Attila Vajda      | David Cal            | Thomas Hall            |
| 2012, Londyn         | Sebastian Brendel | David Cal            | Mark Oldershaw         |
| 2016, Rio de Janeiro | Sebastian Brendel | Isaquias Queiroz     | Ilja Sztokałow         |
| 2020, Tokio          | Isaquias Queiroz  | Liu Hao              | Serghei Tarnovschi     |

#### C-2 1000 metrów
| Rok i miejsce        | Złoto                                                 | Srebro                                                 | Brąz                                           |
| -------------------- | ----------------------------------------------------- | ------------------------------------------------------ | ---------------------------------------------- |
| 1936, Berlin         | Czechosłowacja · Vladimír Syrovátka · Jan Brzák       | Austria · Rupert Weinstabl · Karl Proisl               | Kanada · Frank Saker · Harvey Charters         |
| 1948, Londyn         | Czechosłowacja · Jan Brzák · Bohumil Kudrna           | Stany Zjednoczone · Stephen Lysak · Stephen Macknowski | Francja · Georges Dransart · Georges Gandil    |
| 1952, Helsinki       | Dania · Bent Peder Rasch · Finn Haunstoft             | Czechosłowacja · Jan Brzák · Bohumil Kudrna            | RFN · Egon Drews · Wilfried Soltau             |
| 1956, Melbourne      | Rumunia · Dumitru Alexe · Simion Ismailciuc           | ZSRR · Pawieł Charin · Gracyan Botiew                  | Węgry · Károly Wieland · Ferenc Mohácsi        |
| 1960, Rzym           | ZSRR · Leonid Giejsztor · Siergiej Makarienko         | Włochy · Aldo Dezi · Francesco La Macchia              | Węgry · Imre Farkas · András Törő              |
| 1964, Tokio          | ZSRR · Andrij Chimicz · Stiepan Oszczepkow            | Francja · Jean Boudehen · Michel Chapuis               | Dania · Peer Nielsen · John Sørensen           |
| 1968, Meksyk         | Rumunia · Ivan Patzaichin · Serghei Covaliov          | Węgry · Tamás Wichmann · Gyula Petrikovics             | ZSRR · Naum Prokupiec · Michaił Zamotin        |
| 1972, Monachium      | ZSRR · Władas Czesiunas · Jurij Łobanow               | Rumunia · Ivan Patzaichin · Serghei Covaliov           | Bułgaria · Fedia Damianow · Iwan Burczin       |
| 1976, Montreal       | ZSRR · Serhij Petrenko · Aleksandr Winogradow         | Rumunia · Gheorghe Danielov · Gheorghe Simionov        | Węgry · Tamás Buday · Oszkár Frey              |
| 1980, Moskwa         | Rumunia · Ivan Patzaichin · Toma Simionov             | RFN · Olaf Heukrodt · Uwe Madeja                       | ZSRR · Wasyl Jurczenko · Jurij Łobanow         |
| 1984, Los Angeles    | Rumunia · Ivan Patzaichin · Toma Simionov             | Jugosławia · Matija Ljubek · Mirko Nišović             | Francja · Didier Hoyer · Éric Renaud           |
| 1988, Seul           | ZSRR · Wiktar Raniejski · Nicolae Juravschi           | RFN · Olaf Heukrodt · Ingo Spelly                      | Polska · Marek Dopierała · Marek Łbik          |
| 1992, Barcelona      | Niemcy · Ulrich Papke · Ingo Spelly                   | Dania · Christian Frederiksen · Arne Nielsson          | Francja · Didier Hoyer · Olivier Boivin        |
| 1996, Atlanta        | Niemcy · Gunar Kirchbach · Andreas Dittmer            | Rumunia · Marcel Glavan · Antonel Borsan               | Węgry · György Kolonics · Csaba Horváth        |
| 2000, Sydney         | Rumunia · Mitică Pricop · Florin Popescu              | Kuba · Ibrahim Rojas · Leobaldo Pereira                | Niemcy · Stefan Uteß · Lars Kober              |
| 2004, Ateny          | Niemcy · Christian Gille · Tomasz Wylenzek            | Rosja · Aleksandr Kostogłod · Aleksandr Kowalow        | Węgry · György Kozmann · György Kolonics       |
| 2008, Pekin          | Białoruś · Andrej Bahdanowicz · Alaksandr Bahdanowicz | Niemcy · Christian Gille · Tomasz Wylenzek             | Węgry · György Kozmann · Tamás Kiss            |
| 2012, Londyn         | Niemcy · Peter Kretschmer · Kurt Kuschela             | Białoruś · Andrej Bahdanowicz · Alaksandr Bahdanowicz  | Rosja · Aleksiej Korowaszkow · Ilja Pierwuchin |
| 2016, Rio de Janeiro | Niemcy · Sebastian Brendel · Jan Vandrey              | Brazylia · Erlon Silva · Isaquias Queiroz              | Ukraina · Dmytro Janczuk · Taras Miszczuk      |
| 2020, Tokio          | Kuba · Serguey Torres · Fernando Jorge                | Chiny · Liu Hao · Zheng Pengfei                        | Niemcy · Sebastian Brendel · Tim Hecker        |

#### K-1 200 metrów
| Rok i miejsce        | Złoto        | Srebro          | Brąz                        |
| -------------------- | ------------ | --------------- | --------------------------- |
| 2012, Londyn         | Ed McKeever  | Saúl Craviotto  | Mark de Jonge               |
| 2016, Rio de Janeiro | Liam Heath   | Maxime Beaumont | Saúl Craviotto Ronald Rauhe |
| 2020, Tokio          | Sándor Tótka | Manfredi Rizza  | Liam Heath                  |

#### K-1 1000 metrów
| Rok i miejsce        | Złoto                | Srebro               | Brąz               |
| -------------------- | -------------------- | -------------------- | ------------------ |
| 1936, Berlin         | Gregor Hradetzky     | Helmut Cämmerer      | Jaap Kraaier       |
| 1948, Londyn         | Gert Fredriksson     | Johan Andersen       | Henri Eberhardt    |
| 1952, Helsinki       | Gert Fredriksson     | Thorvald Strömberg   | Louis Gantois      |
| 1956, Melbourne      | Gert Fredriksson     | Igor Pisariew        | Lajos Kiss         |
| 1960, Rzym           | Erik Hansen          | Imre Szöllősi        | Gert Fredriksson   |
| 1964, Tokio          | Rolf Peterson        | Mihály Hesz          | Aurel Vernescu     |
| 1968, Meksyk         | Mihály Hesz          | Ołeksandr Szaparenko | Erik Hansen        |
| 1972, Monachium      | Ołeksandr Szaparenko | Rolf Peterson        | Géza Csapó         |
| 1976, Montreal       | Rüdiger Helm         | Géza Csapó           | Vasile Dîba        |
| 1980, Moskwa         | Rüdiger Helm         | Alain Lebas          | Ion Bîrlădeanu     |
| 1984, Los Angeles    | Alan Thompson        | Milan Janić          | Greg Barton        |
| 1988, Seul           | Greg Barton          | Grant Davies         | André Wohllebe     |
| 1992, Barcelona      | Clint Robinson       | Knut Holmann         | Greg Barton        |
| 1996, Atlanta        | Knut Holmann         | Beniamino Bonomi     | Clint Robinson     |
| 2000, Sydney         | Knut Holmann         | Petyr Merkow         | Tim Brabants       |
| 2004, Ateny          | Eirik Verås Larsen   | Ben Fouhy            | Adam van Koeverden |
| 2008, Pekin          | Tim Brabants         | Eirik Verås Larsen   | Ken Wallace        |
| 2012, Londyn         | Eirik Verås Larsen   | Adam van Koeverden   | Max Hoff           |
| 2016, Rio de Janeiro | Marcus Walz          | Josef Dostál         | Roman Anoszkin     |
| 2020, Tokio          | Bálint Kopasz        | Ádám Varga           | Fernando Pimenta   |

#### K-2 200 metrów
| Rok i miejsce        | Złoto                                         | Srebro                                          | Brąz                                         |
| -------------------- | --------------------------------------------- | ----------------------------------------------- | -------------------------------------------- |
| 2012, Londyn         | Rosja · Aleksandr Djaczenko · Jurij Postrigaj | Białoruś · Raman Piatruszenka · Wadzim Machnieu | Wielka Brytania · Liam Heath · Jon Schofield |
| 2016, Rio de Janeiro | Hiszpania · Saúl Craviotto · Cristian Toro    | Wielka Brytania · Liam Heath · Jon Schofield    | Litwa · Aurimas Lankas · Edvinas Ramanauskas |

#### K-2 1000 metrów
| Rok i miejsce        | Złoto                                               | Srebro                                          | Brąz                                                |
| -------------------- | --------------------------------------------------- | ----------------------------------------------- | --------------------------------------------------- |
| 1936, Berlin         | Austria · Adolf Kainz · Alfons Dorfner              | III Rzesza · Ewald Tilker · Fritz Bondroit      | Holandia · Nicolaas Tates · Wim van der Kroft       |
| 1948, Londyn         | Szwecja · Hans Berglund · Lennart Klingström        | Dania · Ejvind Hansen · Bernhard Jensen         | Finlandia · Thor Axelsson · Nils Björklöf           |
| 1952, Helsinki       | Finlandia · Kurt Wires · Yrjö Hietanen              | Szwecja · Lars Glassér · Ingemar Hedberg        | Austria · Max Raub · Herbert Wiedermann             |
| 1956, Melbourne      | Niemcy · Michel Scheuer · Meinrad Miltenberger      | ZSRR · Mihhail Kaaleste · Anatolij Diemitkow    | Austria · Max Raub · Herbert Wiedermann             |
| 1960, Rzym           | Szwecja · Gert Fredriksson · Sven-Olov Sjödelius    | Węgry · András Szente · György Mészáros         | Polska · Stefan Kapłaniak · Władysław Zieliński     |
| 1964, Tokio          | Szwecja · Sven-Olov Sjödelius · Gunnar Utterberg    | Holandia · Anton Geurts · Paul Hoekstra         | Niemcy · Heinz Büker · Holger Zander                |
| 1968, Meksyk         | ZSRR · Ołeksandr Szaparenko · Wołodymyr Morozow     | Węgry · Csaba Giczy · István Tímár              | Austria · Gerhard Seibold · Günther Pfaff           |
| 1972, Monachium      | ZSRR · Nikołaj Gorbaczow · Wiktori Kratasiuki       | Węgry · József Deme · János Rátkai              | Polska · Władysław Szuszkiewicz · Rafał Piszcz      |
| 1976, Montreal       | ZSRR · Serhij Nahorny · Władimir Romanowski         | NRD · Joachim Mattern · Bernd Olbricht          | Węgry · Zoltán Bakó · István Szabó                  |
| 1980, Moskwa         | ZSRR · Władimir Parfienowicz · Siergiej Czuchraj    | Węgry · István Szabó · István Joós              | Hiszpania · Luis Gregorio Ramos · Herminio Menéndez |
| 1984, Los Angeles    | Kanada · Hugh Fisher · Alwyn Morris                 | Francja · Bernard Brégeon · Patrick Lefoulon    | Australia · Barry Kelly · Grant Kenny               |
| 1988, Seul           | Stany Zjednoczone · Greg Barton · Norman Bellingham | Nowa Zelandia · Ian Ferguson · Paul MacDonald   | Australia · Peter Foster · Kelvin Graham            |
| 1992, Barcelona      | Niemcy · Kay Bluhm · Torsten Gutsche                | Szwecja · Kalle Sundqvist · Gunnar Olsson       | Polska · Grzegorz Kotowicz · Dariusz Białkowski     |
| 1996, Atlanta        | Włochy · Daniele Scarpa · Antonio Rossi             | Niemcy · Kay Bluhm · Torsten Gutsche            | Bułgaria · Andrian Duszew · Miłko Kazanow           |
| 2000, Sydney         | Włochy · Antonio Rossi · Beniamino Bonomi           | Szwecja · Markus Oscarsson · Henrik Nilsson     | Węgry · Krisztián Bártfai · Krisztián Veréb         |
| 2004, Ateny          | Szwecja · Markus Oscarsson · Henrik Nilsson         | Włochy · Antonio Rossi · Beniamino Bonomi       | Norwegia · Eirik Verås Larsen · Nils Olav Fjeldheim |
| 2008, Pekin          | Niemcy · Andreas Ihle · Martin Hollstein            | Dania · Kim Wraae Knudsen · René Holten Poulsen | Włochy · Andrea Facchin · Antonio Scaduto           |
| 2012, Londyn         | Węgry · Rudolf Dombi · Roland Kökény                | Portugalia · Fernando Pimenta · Emanuel Silva   | Niemcy · Andreas Ihle · Martin Hollstein            |
| 2016, Rio de Janeiro | Niemcy · Max Rendschmidt · Marcus Gross             | Serbia · Marko Tomićević · Milenko Zorić        | Australia · Ken Wallace · Lachlan Tame              |
| 2020, Tokio          | Australia · Jean van der Westhuyzen · Thomas Green  | Niemcy · Max Hoff · Jacob Schopf                | Czechy · Josef Dostál · Radek Šlouf                 |

#### K-4 500 metrów
| Rok i miejsce | Złoto                                                               | Srebro                                                                      | Brąz                                                            |
| ------------- | ------------------------------------------------------------------- | --------------------------------------------------------------------------- | --------------------------------------------------------------- |
| 2020, Tokio   | Niemcy · Max Rendschmidt · Ronald Rauhe · Tom Liebscher · Max Lemke | Hiszpania · Saúl Craviotto · Marcus Walz · Carlos Arévalo · Rodrigo Germade | Słowacja · Samuel Baláž · Denis Myšák · Erik Vlček · Adam Botek |

#### K-4 1000 metrów
| Rok i miejsce        | Złoto                                                                                   | Srebro                                                                                      | Brąz                                                                                 |
| -------------------- | --------------------------------------------------------------------------------------- | ------------------------------------------------------------------------------------------- | ------------------------------------------------------------------------------------ |
| 1964, Tokio          | ZSRR · Nikołaj Czużykow · Anatoli Griszin · Wjaczesław Ionow · Wołodymyr Morozow        | Niemcy · Günter Perleberg · Bernhard Schulze · Friedhelm Wentzke · Holger Zander            | Rumunia · Simion Cuciuc · Atanasie Sciotnic · Mihai Țurcaș · Aurel Vernescu          |
| 1968, Meksyk         | Norwegia · Steinar Amundsen · Tore Berger · Egil Søby · Jan Johansen                    | Rumunia · Anton Calenic · Haralambie Ivanov · Dimitrie Ivanov · Mihai Țurcaș                | Węgry · Csaba Giczy · Imre Szöllősi · István Tímár · István Csizmadia                |
| 1972, Monachium      | ZSRR · Jurij Fiłatow · Jurij Stiecenko · Wołodymyr Morozow · Walerij Didienko           | Rumunia · Aurel Vernescu · Mihai Zafiu · Roman Vartolomeu · Atanasie Sciotnic               | Norwegia · Egil Søby · Steinar Amundsen · Tore Berger · Jan Johansen                 |
| 1976, Montreal       | ZSRR · Siergiej Czuchraj · Aleksandr Diegtiariow · Jurij Fiłatow · Wołodymyr Morozow    | Hiszpania · José María Esteban · José Ramón López · Herminio Menéndez · Luis Gregorio Ramos | NRD · Frank-Peter Bischof · Bernd Duvigneau · Rüdiger Helm · Jürgen Lehnert          |
| 1980, Moskwa         | NRD · Rüdiger Helm · Bernd Olbricht · Harald Marg · Bernd Duvigneau                     | Rumunia · Mihai Zafiu · Vasile Dîba · Ion Geantă · Nicușor Eșanu                            | Bułgaria · Borisław Borisow · Bożidar Milenkow · Łazar Christow · Iwan Manew         |
| 1984, Los Angeles    | Nowa Zelandia · Grant Bramwell · Ian Ferguson · Paul MacDonald · Alan Thompson          | Szwecja · Per-Inge Bengtsson · Tommy Karls · Lars-Erik Moberg · Thomas Ohlsson              | Francja · François Barouh · Philippe Boccara · Pascal Boucherit · Didier Vavasseur   |
| 1988, Seul           | Węgry · Zsolt Gyulay · Ferenc Csipes · Sándor Hódosi · Attila Ábrahám                   | ZSRR · Aleksandr Motuzenko · Siergіj Kіrsanow · Іgor Nagaew · Wiktor Dienisow               | NRD · Kay Bluhm · André Wohllebe · Andreas Stähle · Hans-Jörg Bliesener              |
| 1992, Barcelona      | Niemcy · Mario Von Appen · Oliver Kegel · Thomas Reineck · André Wohllebe               | Węgry · Ferenc Csipes · Zsolt Gyulay · Attila Ábrahám · László Fidel                        | Australia · Ramon Andersson · Kelvin Graham · Ian Rowling · Steven Wood              |
| 1996, Atlanta        | Niemcy · Thomas Reineck · Olaf Winter · Detlef Hofmann · Mark Zabel                     | Węgry · András Rajna · Gábor Horváth · Ferenc Csipes · Attila Adrovicz                      | Rosja · Oleg Gorobij · Siergiej Wierlin · Gieorgij Cybulnikow · Anatolij Tiszczenko  |
| 2000, Sydney         | Węgry · Zoltán Kammerer · Botond Storcz · Ákos Vereckei · Gábor Horváth                 | Niemcy · Jan Schäfer · Mark Zabel · Björn Bach · Stefan Ulm                                 | Polska · Grzegorz Kotowicz · Adam Seroczyński · Dariusz Białkowski · Marek Witkowski |
| 2004, Ateny          | Węgry · Zoltán Kammerer · Botond Storcz · Ákos Vereckei · Gábor Horváth                 | Niemcy · Andreas Ihle · Mark Zabel · Björn Bach · Stefan Ulm                                | Słowacja · Richard Riszdorfer · Michal Riszdorfer · Erik Vlček · Juraj Bača          |
| 2008, Pekin          | Białoruś · Raman Piatruszenka · Alaksiej Abałmasau · Artur Litwinczuk · Wadzim Machnieu | Słowacja · Richard Riszdorfer · Michal Riszdorfer · Erik Vlček · Juraj Tarr                 | Niemcy · Lutz Altepost · Norman Bröckl · Torsten Eckbrett · Björn Goldschmidt        |
| 2012, Londyn         | Australia · Tate Smith · Dave Smith · Murray Stewart · Jacob Clear                      | Węgry · Zoltán Kammerer · Dávid Tóth · Tamás Kulifai · Dániel Pauman                        | Czechy · Daniel Havel · Lukáš Trefil · Josef Dostál · Jan Štěrba                     |
| 2016, Rio de Janeiro | Niemcy · Max Rendschmidt · Tom Liebscher · Max Hoff · Marcus Gross                      | Słowacja · Denis Myšák · Erik Vlček · Juraj Tarr · Tibor Linka                              | Czechy · Daniel Havel · Lukáš Trefil · Josef Dostál · Jan Štěrba                     |

## Konkurencje nierozgrywane

### Kajakarstwo górskie

#### C-2
| Rok i miejsce        | Złoto                                              | Srebro                                              | Brąz                                               |
| -------------------- | -------------------------------------------------- | --------------------------------------------------- | -------------------------------------------------- |
| 1972, Monachium      | NRD · Walter Hofmann · Rolf-Dieter Amend           | RFN · Hans-Otto Schumacher · Wilhelm Baues          | Francja · Jean-Louis Olry · Jean-Claude Olry       |
| 1992, Barcelona      | Stany Zjednoczone · Joe Jacobi · Scott Strausbaugh | Czechosłowacja · Jiří Rohan · Miroslav Šimek        | Francja · Frank Adisson · Wilfrid Forgues          |
| 1996, Atlanta        | Francja · Frank Adisson · Wilfrid Forgues          | Czechy · Jiří Rohan · Miroslav Šimek                | Niemcy · André Ehrenberg · Michael Senft           |
| 2000, Sydney         | Słowacja · Pavol Hochschorner · Peter Hochschorner | Polska · Krzysztof Kołomański · Michał Staniszewski | Czechy · Marek Jiras · Tomáš Máder                 |
| 2004, Ateny          | Słowacja · Pavol Hochschorner · Peter Hochschorner | Niemcy · Marcus Becker · Stefan Henze               | Czechy · Jaroslav Volf · Ondřej Štěpánek           |
| 2008, Pekin          | Słowacja · Pavol Hochschorner · Peter Hochschorner | Czechy · Jaroslav Volf · Ondřej Štěpánek            | Rosja · Michaił Kuzniecow · Dmitrij Łarionow       |
| 2012, Londyn         | Wielka Brytania · Timothy Baillie · Etienne Stott  | Wielka Brytania · David Florence · Richard Hounslow | Słowacja · Pavol Hochschorner · Peter Hochschorner |
| 2016, Rio de Janeiro | Słowacja · Ladislav Škantár · Peter Škantár        | Wielka Brytania · David Florence · Richard Hounslow | Francja · Gauthier Klauss · Matthieu Péché         |

### Kajakarstwo klasyczne

#### C-1 200 metrów
| Rok i miejsce        | Złoto        | Srebro              | Brąz             |
| -------------------- | ------------ | ------------------- | ---------------- |
| 2012, Londyn         | Jurij Czeban | Jewgienij Szuklin   | Iwan Sztyl       |
| 2016, Rio de Janeiro | Jurij Czeban | Wałentyn Demjanenko | Isaquias Queiroz |

#### C-1 500 metrów
| Rok i miejsce     | Złoto                | Srebro                 | Brąz            |
| ----------------- | -------------------- | ---------------------- | --------------- |
| 1976, Montreal    | Aleksandr Rogow      | John Wood              | Matija Ljubek   |
| 1980, Moskwa      | Siergiej Postriechin | Lubomir Lubenow        | Olaf Heukrodt   |
| 1984, Los Angeles | Larry Cain           | Henning Lynge Jakobsen | Costică Olaru   |
| 1988, Seul        | Olaf Heukrodt        | Michał Śliwiński       | Martin Marinow  |
| 1992, Barcelona   | Nikołaj Buchałow     | Michał Śliwiński       | Olaf Heukrodt   |
| 1996, Atlanta     | Martin Doktor        | Slavomír Kňazovický    | Imre Pulai      |
| 2000, Sydney      | György Kolonics      | Maksim Opalew          | Andreas Dittmer |
| 2004, Ateny       | Andreas Dittmer      | David Cal              | Maksim Opalew   |
| 2008, Pekin       | Maksim Opalew        | David Cal              | Jurij Czeban    |

#### C-2 500 metrów
| Rok i miejsce     | Złoto                                          | Srebro                                          | Brąz                                            |
| ----------------- | ---------------------------------------------- | ----------------------------------------------- | ----------------------------------------------- |
| 1976, Montreal    | ZSRR · Serhij Petrenko · Aleksandr Winogradow  | Polska · Andrzej Gronowicz · Jerzy Opara        | Węgry · Tamás Buday · Oszkár Frey               |
| 1980, Moskwa      | Węgry · László Foltán · István Vaskuti         | Rumunia · Ivan Patzaichin · Petre Capusta       | Bułgaria · Borisław Ananiew · Nikołaj Iłkow     |
| 1984, Los Angeles | Jugosławia · Matija Ljubek · Mirko Nišović     | Rumunia · Ivan Patzaichin · Toma Simionov       | Hiszpania · Enrique Míguez · Narcisco Suárez    |
| 1988, Seul        | ZSRR · Wiktar Raniejski · Nicolae Juravschi    | Polska · Marek Dopierała · Marek Łbik           | Francja · Philippe Renaud · Joël Bettin         |
| 1992, Barcelona   | WNP · Dmitrij Dowgalonok · Aleksandr Masiejkow | Niemcy · Ulrich Papke · Ingo Spelly             | Bułgaria · Martin Marinow · Błagowest Stojanow  |
| 1996, Atlanta     | Węgry · György Kolonics · Csaba Horváth        | Mołdawia · Wiktar Raniejski · Nicolae Juravschi | Rumunia · Grigore Obreja · Gheorghe Andriev     |
| 2000, Sydney      | Węgry · Ferenc Novák · Imre Pulai              | Polska · Daniel Jędraszko · Paweł Baraszkiewicz | Rumunia · Mitică Pricop · Florin Popescu        |
| 2004, Ateny       | Chiny · Meng Guanliang · Yang Wenjun           | Kuba · Ibrahim Rojas · Ledis Balceiro           | Rosja · Aleksandr Kostogłod · Aleksandr Kowalow |
| 2008, Pekin       | Chiny · Meng Guanliang · Yang Wenjun           | Rosja · Siergiej Ulegin · Aleksandr Kostogłod   | Niemcy · Christian Gille · Tomasz Wylenzek      |

#### C-1 10 000 metrów
| Rok i miejsce   | Złoto           | Srebro       | Brąz               |
| --------------- | --------------- | ------------ | ------------------ |
| 1948, Londyn    | František Čapek | Frank Havens | Norman Lane        |
| 1952, Helsinki  | Frank Havens    | Gábor Novák  | Alfréd Jindra      |
| 1956, Melbourne | Leon Rotman     | János Parti  | Giennadij Bucharin |

#### C-2 10 000 metrów
| Rok i miejsce   | Złoto                                                  | Srebro                                     | Brąz                                        |
| --------------- | ------------------------------------------------------ | ------------------------------------------ | ------------------------------------------- |
| 1936, Berlin    | Czechosłowacja · Václav Mottl · Zdeněk Škrland         | Kanada · Frank Saker · Harvey Charters     | Austria · Rupert Weinstabl · Karl Proisl    |
| 1948, Londyn    | Stany Zjednoczone · Stephen Lysak · Stephen Macknowski | Czechosłowacja · Václav Havel · Jiří Pecka | Francja · Georges Dransart · Georges Gandil |
| 1952, Helsinki  | Francja · Georges Turlier · Jean Laudet                | Kanada · Kenneth Lane · Donald Hawgood     | Niemcy · Egon Drews · Wilfried Soltau       |
| 1956, Melbourne | ZSRR · Pawieł Charin · Gracyan Botiew                  | Francja · Georges Dransart · Marcel Renaud | Węgry · Imre Farkas · József Hunics         |

#### K-1 500 metrów
| Rok i miejsce     | Złoto                 | Srebro             | Brąz              |
| ----------------- | --------------------- | ------------------ | ----------------- |
| 1976, Montreal    | Vasile Dîba           | Zoltán Sztanity    | Rüdiger Helm      |
| 1980, Moskwa      | Władimir Parfienowicz | John Sumegi        | Vasile Dîba       |
| 1984, Los Angeles | Ian Ferguson          | Lars-Erik Moberg   | Bernard Brégeon   |
| 1988, Seul        | Zsolt Gyulay          | Andreas Stähle     | Paul MacDonald    |
| 1992, Barcelona   | Mikko Kolehmainen     | Zsolt Gyulay       | Knut Holmann      |
| 1996, Atlanta     | Antonio Rossi         | Knut Holmann       | Piotr Markiewicz  |
| 2000, Sydney      | Knut Holmann          | Petyr Merkow       | Micha’el Kolganow |
| 2004, Ateny       | Adam van Koeverden    | Nathan Baggaley    | Ian Wynne         |
| 2008, Pekin       | Ken Wallace           | Adam van Koeverden | Tim Brabants      |

#### K-1 10 000 metrów
| Rok i miejsce   | Złoto              | Srebro             | Brąz           |
| --------------- | ------------------ | ------------------ | -------------- |
| 1936, Berlin    | Ernst Krebs        | Fritz Landertinger | Ernest Riedel  |
| 1948, Londyn    | Gert Fredriksson   | Kurt Wires         | Eivind Skabo   |
| 1952, Helsinki  | Thorvald Strömberg | Gert Fredriksson   | Michel Scheuer |
| 1956, Melbourne | Gert Fredriksson   | Ferenc Hatlaczky   | Michel Scheuer |

#### K-1 4×500metrów
| Rok i miejsce | Złoto                                                                      | Srebro                                                                  | Brąz                                                                |
| ------------- | -------------------------------------------------------------------------- | ----------------------------------------------------------------------- | ------------------------------------------------------------------- |
| 1960, Rzym    | Niemcy · Dieter Krause · Günter Perleberg · Paul Lange · Friedhelm Wentzke | Węgry · Imre Szöllősi · Imre Kemecsey · András Szente · György Mészáros | Dania · Erik Hansen · Helmuth Sørensen · Arne Høyer · Erling Jessen |

#### K-2 500 metrów
| Rok i miejsce     | Złoto                                            | Srebro                                              | Brąz                                            |
| ----------------- | ------------------------------------------------ | --------------------------------------------------- | ----------------------------------------------- |
| 1976, Montreal    | NRD · Joachim Mattern · Bernd Olbricht           | ZSRR · Serhij Nahorny · Władimir Romanowski         | Rumunia · Larion Serghei · Policarp Malîhin     |
| 1980, Moskwa      | ZSRR · Władimir Parfienowicz · Siergiej Czuchraj | Hiszpania · Herminio Menéndez · Guillermo del Riego | NRD · Rüdiger Helm · Bernd Olbricht             |
| 1984, Los Angeles | Nowa Zelandia · Ian Ferguson · Paul MacDonald    | Szwecja · Per-Inge Bengtsson · Lars-Erik Moberg     | Kanada · Hugh Fisher · Alwyn Morris             |
| 1988, Seul        | Nowa Zelandia · Ian Ferguson · Paul MacDonald    | ZSRR · Igor Nagajew · Wiktor Dienisow               | Węgry · Attila Ábrahám · Ferenc Csipes          |
| 1992, Barcelona   | Niemcy · Kay Bluhm · Torsten Gutsche             | Polska · Maciej Freimut · Wojciech Kurpiewski       | Włochy · Bruno Dreossi · Antonio Rossi          |
| 1996, Atlanta     | Niemcy · Kay Bluhm · Torsten Gutsche             | Włochy · Beniamino Bonomi · Daniele Scarpa          | Australia · Daniel Collins · Andrew Trim        |
| 2000, Sydney      | Węgry · Zoltán Kammerer · Botond Storcz          | Australia · Daniel Collins · Andrew Trim            | Niemcy · Ronald Rauhe · Tim Wieskötter          |
| 2004, Ateny       | Niemcy · Ronald Rauhe · Tim Wieskötter           | Australia · Clint Robinson · Nathan Baggaley        | Białoruś · Raman Piatruszenka · Wadzim Machnieu |
| 2008, Pekin       | Hiszpania · Saúl Craviotto · Carlos Pérez        | Niemcy · Ronald Rauhe · Tim Wieskötter              | Białoruś · Raman Piatruszenka · Wadzim Machnieu |

#### K-2 10 000 metrów
| Rok i miejsce   | Złoto                                        | Srebro                                       | Brąz                                      |
| --------------- | -------------------------------------------- | -------------------------------------------- | ----------------------------------------- |
| 1936, Berlin    | III Rzesza · Paul Wevers · Ludwig Landen     | Austria · Viktor Kalisch · Karl Steinhuber   | Szwecja · Tage Fahlborg · Helge Larsson   |
| 1948, Londyn    | Szwecja · Gunnar Åkerlund · Hans Wetterström | Norwegia · Ivar Mathisen · Knut Østby        | Finlandia · Thor Axelsson · Nils Björklöf |
| 1952, Helsinki  | Finlandia · Kurt Wires · Yrjö Hietanen       | Szwecja · Gunnar Åkerlund · Hans Wetterström | Węgry · Ferenc Varga · József Gurovits    |
| 1956, Melbourne | Węgry · János Urányi · László Fábián         | RFN · Fritz Briel · Theodor Kleine           | Australia · Dennis Green · Walter Brown   |

#### K-1 składany 10 000 metrów
| Rok i miejsce | Złoto            | Srebro          | Brąz          |
| ------------- | ---------------- | --------------- | ------------- |
| 1936, Berlin  | Gregor Hradetzky | Henri Eberhardt | Xaver Hörmann |

#### K-2 składany 10 000 metrów
| Rok i miejsce | Złoto                                     | Srebro                                  | Brąz                                     |
| ------------- | ----------------------------------------- | --------------------------------------- | ---------------------------------------- |
| 1936, Berlin  | Szwecja · Erik Bladström · Sven Johansson | III Rzesza · Willi Horn · Erich Hanisch | Holandia · Piet Wijdekop · Cees Wijdekop |